# Пријатељска утакмица
Пријатељска утакмица је спортски догађај код ког се слабо или уопште не узимају у обзир статистика, рејтинг или примања играча и обично су без резултатског значаја. Како у индивидуалним тако и у екипним спортовима, служе да би се играчи припремили за учешће на неком такмичењу или почетку спортске сезоне у којој се такмиче. Код екипних спортова имају улогу да тренер или менаџер тима изврши селекцију играча који ће наступати на надолазећем турниру или лиги.
У фудбалу, поред наведених разлога, на репрезентативном нивоу, пријатељске утакмице се одигравају и у слободним данима квалификација репрезентација. На њима се дозвољава већи број измена на утакмици од стандардних 3 (буде их по 7 или 8). Ако играч добије црвени картон или скупи неколико жутих картона на више утакмица, као и на такмичарском нивоу, може добити суспензију коју је потребно одрадити. Пријатељске утакмице се рачунају у званичну статистику репрезентативне каријере фудбалера као и голови постигнути на њима.
У пријатељске утакмице могу да спадају и хуманитарне утакмице на којима се скупља новац потребан за лечење једне или више особа.